# スペイン内戦
スペイン内戦（スペインないせん、スペイン語：Guerra Civil Española、英語：Spanish Civil War）は、1936年から1939年まで第二共和政期のスペインで発生した内戦。マヌエル・アサーニャ率いる左派の共和国人民戦線政府（ロイヤリスト派）と、フランシスコ・フランコを中心とした右派の反乱軍（ナショナリスト派）とが争った。反ファシズム陣営である人民戦線をソビエト連邦、メキシコが支援し、欧米市民文化人・知識人らも数多く義勇兵（国際旅団）として参戦、フランコをファシズム陣営のドイツ、イタリア、ポルトガルが支持・直接参戦した。

## 概説
スペイン内戦は、スペイン第二共和国政府に対してスペイン陸軍の将軍グループがクーデターを起こしたことにより始まったスペイン国内の抗争だった。内戦は1936年7月17日から1939年4月1日まで続き、スペイン国土を荒廃させ、共和国政府を打倒した反乱軍側の勝利で終結し、フランシスコ・フランコに率いられた独裁政治を樹立した。フランコ政権の政党ファランヘ党は自らの影響力を拡大し、フランコ政権下で完全なファシスト体制への転換を目指した。
内戦中、政府側の共和国派（レプブリカーノス）の人民戦線軍はソビエト連邦とメキシコの支援を得、コミンテルンが各国共産党を使って、西欧諸国の個人から多くの義勇兵（その大半は共産党員）を得た一方、反乱軍側である民族独立主義派（ナシオナーレス）の国民戦線軍は隣国ポルトガルの支援だけでなく、イタリアとドイツからも支援を得た。この戦争は第二次世界大戦前夜の国際関係の緊張を高めた。
この戦争では特に戦車及び軍用機が、ヨーロッパの戦場で主要な役割を果たし注目された。戦場マスコミ報道の出現は空前のレベルで人々の注目を集めた（小説家のアーネスト・ヘミングウェイやジョージ・オーウェル、写真家のロバート・キャパらが関わった）。そのため、この戦争は激しい感情的対立と政治的分裂を引き起こし、双方の側の犯した虐殺行為が知れわたり有名になった。他の内戦の場合と同様にこのスペイン内戦でも家族内、隣近所、友達同士が敵味方に別れた。共和国派は新しい反宗教な共産主義体制を支持し、反乱軍側の民族独立主義派は特定複数民族グループと古来のカトリック・キリスト教、全体主義体制を支持し、別れて争った。戦闘員以外にも多数の市民が政治的、宗教的立場の違いのために双方から殺害され、さらに1939年に戦争が終結したとき、敗北した共和国派は勝利した民族独立派によって迫害された。人民戦線派の反カトリック姿勢は徹底しており、内戦中、人民戦線派支配領域で殺害された聖職者は、その1割に相当する7,000人に上り、その大半は内戦当初の1936年秋に殺害された。
邦訳についてはスペイン内乱、スペイン市民戦争とも表記される。

## 背景

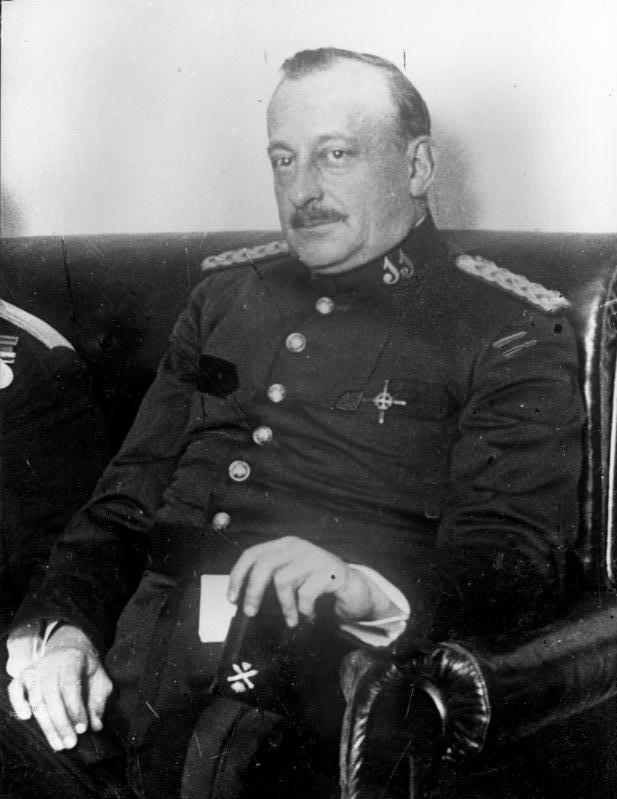
プリモ・デ・リベラ

第一次世界大戦後のスペインでは、右派と左派の対立が尖鋭化していた上にカタルーニャやバスクなどの地方自立の動きも加わり、政治的混乱が続いていた。そのため、一時はプリモ・デ・リベーラによる軍事独裁政権も成立した。
1931年に左派が選挙で勝利し、王制から共和制へと移行（スペイン革命）しスペイン第二共和政が成立した。他の西洋諸国とは異なり、スペインの社会労働党や左派共和主義者は暴力革命志向であり、カトリック教会の施設破壊や略奪が、左派指導者の使嗾あるいは黙認の下で行われたため、左派の政権運営は混迷を深めた。多くの国民が左派政権に失望するなかで行われた1933年の総選挙では、スペイン自治右派連合（CEDA）が第一党となった。アルカラ・サモラ大統領がCEDAの党首のヒル・ロブレスを嫌ったため、左派から離脱した、中道派の急進党のアレハンドロ・レルーがCEDAの協力を得て首相に就任した。中道右派政権が誕生すると、各地で左派勢力による暴力事件が頻発し、1934年にはアストゥリアス地方で大規模な暴動が発生した。この暴動鎮圧は穏便であったが、中道右派政権は国内左派のみならず、国際的にも非難を浴びた。1935年、レルー首相は汚職スキャンダルで退陣に追い込まれ、急進党が壊滅状態になると、大統領は国会を解散し、総選挙が1936年2月に行われることが決まった。1935年にコミンテルン第7回大会で人民戦線戦術が採択されると左派勢力の結束が深まり、1936年の総選挙で、従来あらゆる政府に反対する立場から棄権を呼びかけていた無政府主義者達が自主投票に転換した。その結果、再び左派が勝利（左派200議席、右派177議席、無所属5議席）。勝利した左派支持者は街頭で示威運動を展開したため、2月17日には全国に戒厳令が出された。
マヌエル・アサーニャ（左翼共和党）を大統領、サンティアゴ・カサーレス・キローガを首相とする人民戦線政府が成立した。しかし、人民戦線も大きく分けて議会制民主主義を志向する穏健派と、社会主義・無政府主義革命を志向する強硬派が存在し、当初は決して一枚岩ではなかった。
7月12日、共和派軍人として有名であった突撃警備隊のホセ・デル・カスティージョ中尉が4人のファランジストによって暗殺される事件が発生。グアルディア・シビルのフェルナンド・コンデス大尉に率いられたカスティージョの同志達は報復として、翌7月13日にスペイン保守派の中心人物の一人であったホセ・カルボ・ソテーロを暗殺した。ソテーロ暗殺は、警察による組織的犯行という点で、欧州議会制民主主義の社会では例を見ない事態であった。
キローガ政権は暗殺に非難声明を出し、アサーニャ大統領を始めとする政権内の穏健派は、暗殺が反乱の引き金になると憂慮したが、ソテーロ暗殺により、「もはや反乱を起こさない方が、起こす方よりも危険である」との認識が広まり、その危機感をバネに兼ねてから反乱を準備していた右派は急速に結束した。一方、人民戦線内の社労党左派や共産党などは民兵の動員に走り、労働者への武器供与を要求した。また、ストライキの頻発や地方議会の打倒など、革命ムードを高めて行った。
7月17日、エミリオ・モラ准将を首謀者として、モロッコのメリリャで反乱が起こった。要注意人物としてカナリア諸島に左遷されていたフランコなどがこれに呼応し、7月19日にメリリャに革命本部を設置すると、モロッコを拠点にスペイン本土に攻め上がった。反乱が起こると、赤色テロの脅威に直面したカトリック教会、地主、資本家、軍部、外交官、グアルディア・シビル内の右派などの右派勢力は、これを支持してスペイン全域を巻き込む内戦へと突入した。政権側に留まったのは共和制支持者や左派政党、ブルーカラー労働者、バスクやカタルーニャなどの自治を求める勢力などであった。
アサーニャは右派をなだめるためキローガ内閣を総辞職させ、7月18日、後任に穏健派である共和統一党のディエゴ・マルティネス・バリオを擁立した。バリオはモラに陸軍大臣の座を用意して懐柔しようとしたが、彼は「貴兄と意見の一致をみたなどと（反乱軍民兵隊の）連中に言ったら、私が真っ先に血祭りにあげられてしまう。マドリードの貴兄も同じことが言えるんじゃないか。二人とも、もはやお互いの大衆を抑えることなどできないんだ」と断固拒否した。一方、人民戦線内の左派は、反乱軍と交渉したバリオを「裏切り者」と非難した。民衆は倒閣のデモを起こし、扇動家はバリオを血祭りに挙げるよう気勢を上げた。結果バリオ内閣はわずか2日で総辞職に追い込まれ、7月19日、徹底抗戦を掲げるホセ・ヒラル内閣（左翼共和党）が成立した。また、ヒラル内閣は労働者への武器供与要求を受け入れた。
ただし、どちらの勢力も一枚岩ではなく、軍部では陸軍は大半が反乱側につき、海軍と空軍は多くが人民戦線側についたが、地理的・信条的理由で反対勢力についたものも少なくなかった。フランコ一族も、フランコとその兄弟に対して従兄弟は人民戦線側に付いた。軍部は数の上では真っ二つに割れたが、主力は反乱軍側に付いたため、人民戦線側の軍事力は当初から劣勢であった。
7月24日、スペイン政府はフランスに特使を送り、支援を要請するも色よい返事はもらえなかった。同日、駐イギリス大使がイギリス政府に支援の働きかけを行うものの、一蹴される結果となった。

## 内戦の展開
| 最初のナショナリストゾーン - 1936年7月 1936年9月までのナショナリストの進撃 1937年10月までのナショナリストの前進 1938年11月までのナショナリストの進撃 1939年2月までのナショナリストの進撃 共和党の支配下にあった最後の地域 主なナショナリストセンター 主な共和党の中心地 | 陸戦 海戦 爆撃された都市 虐殺 強制収容所 難民キャンプ |

スペイン内戦(1936年-1939年)の地図.
キー
最初のナショナリストゾーン - 1936年7月
1936年9月までのナショナリストの進撃
1937年10月までのナショナリストの前進
1938年11月までのナショナリストの進撃
1939年2月までのナショナリストの進撃
共和党の支配下にあった最後の地域 主なナショナリストセンター
主な共和党の中心地
陸戦
海戦
爆撃された都市
虐殺
強制収容所
難民キャンプ

当初の反乱指導者はモラであったが、トレドを陥落させるなどの戦功をあげ、軍内部で声望を高めたフランコが9月29日に反乱軍の総司令官兼元首に選出され、翌10月1日には総統に就任。革命政府の政綱の中で欧州の文明を赤化の危機から救い出すために決起したことに言及、国民の福祉を目標に全体主義に基づいて権威国家を建設する方針を打ち出した。フランコは、ファシズム政権を樹立していたドイツとイタリアから支援を受けた。モロッコのフランコ軍は、両国の輸送機協力によって本土各地へ空輸されて早期な軍事展開を果たした。隣国のポルトガルに成立していたサラザールによる独裁政権もフランコを助け、日本も少量ながら反乱軍に武器を援助した、アイルランドもエオイン・オデュフィ率いる義勇軍が反乱軍に参戦した。
ドイツからは、空軍の「コンドル軍団」とその指揮下で行動する戦車部隊、数隻の艦艇、軍事顧問が派遣された。イタリアはフランコにとっては最大の援助国であり、4個師団からなるスペイン遠征軍（CTV）と航空部隊、海軍部隊が派遣され、物資援助も含めると、援助額は当時の金額で14兆リラに達している。後に、フランコ政権に対して7兆リラの支払いが求められたが、踏み倒されている。ポルトガルは、最大で2万人規模の軍隊を派遣していた。　
当時、ファシズムに対して宥和政策をとっていたイギリス、アメリカは、内戦が世界大戦を誘発することを恐れて中立を選んだ。隣国フランスでは、レオン・ブルムを首相として人民戦線内閣が成立し、当初は空軍を中心とした支援をおこなったが、閣内不一致で政権は崩壊し、結局はイギリス、アメリカと同様に中立政策に転換した。
そのため、人民戦線政府は国家レベルではソ連とメキシコからしか援助を受けられなかった。ソ連の軍事援助は莫大だったが有償であり、メキシコからの軍事的な援助は全体からみればごくわずかであった。しかし、国際旅団に各国から義勇兵が駆けつけたことは、反ファシズムの結束を象徴的に示すことにはなった。
また、フランコの反乱と時を同じくして、工場労働者や農民などによる革命が勃発し、地方の実権を握ったとバーネット・ボロテンは指摘している。この革命は主に無政府主義者や社労党左派の支持者によって起こったが、ボロテンによれば、人民戦線路線を取るソ連にとってこの革命は不都合なものだったので、実態を隠蔽して社会主義革命ではなく「ブルジョワ民主主義革命」の段階であると主張したという。また、人民戦線政府にとっても、革命は英仏の心証を害しかねないため、やはり言及を避けた。

### 反乱軍の進撃
内戦の初期においては、人民戦線側はバスク、カタルーニャ、バレンシア、マドリード、ラ・マンチャ、アンダルシアなど国土の大半を確保したのに対して、反乱軍側はガリシアとレオンを確保していたに過ぎなかった。
反乱軍は当初は首都のマドリードを陥落させようと図るが、人民戦線側も国際旅団などによって部隊が増強されており、市民の協力で塹壕が掘られ、ソ連から支援武器が到着したこともあり、必死の抵抗をみせた。結局マドリードは、内戦の最後まで人民戦線側に掌握され続けた。このため、内戦は長期化の様相を見せはじめ、フランコ将軍はイベリア半島北部の港湾地域、工業地帯制圧へと戦略を切り替えた。

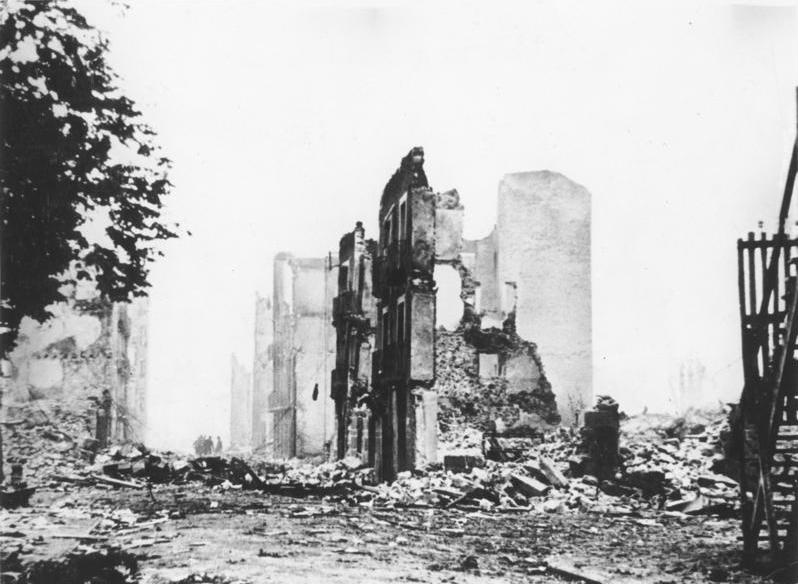
空襲を受けた後のゲルニカ

反乱軍は、当初からフランコが全権を握っていたわけではなかったが、フランコがドイツ・イタリアの支援をとりつけていたこと、指導者であったモラの飛行機事故死（1937年6月）などが重なって権力の集中が進み、ファランヘ党と他政党を統合・改組させてその党首に就任、他政党の活動を禁止させてファシズム体制を固めた。
反乱軍の北部制圧は確実に進められ、1937年春には北部のバスク地方が他の人民戦線側地域から分断されて孤立し、ビルバオ（6月）、サンタンデール（8月）、ヒホン（10月）など主要都市が陥落して、アストゥリアスからバスクは完全に反乱軍に占領された。その間の4月26日にはバスク地方のゲルニカが、ドイツから送り込まれた義勇軍航空部隊コンドル軍団のJu52輸送機を改造した爆撃型を主体とした24機による空襲（ゲルニカ爆撃）を受けた。これは前線に通じる鉄道・道路など交通の要であった同市を破壊して共和国軍の補給を妨害することが目的で、巻き添えとなった市民に約300人の死傷者が出た。
さらに、1938年に入ると南部ではアンダルシア地方の大部分がフランコ側に占領され、中央部でもエブロ川南岸地域の制圧によって反乱軍はバレンシア地方北部で地中海沿岸にまで達した。これにより、共和国側の勢力はカタルーニャとマドリード、ラ・マンチャで南北に分断され、カタルーニャの孤立化が進んだ。

### 共和国軍の混迷
当初、ソ連から送られてきた戦闘機（I-15およびI-16系）と爆撃機（SB）は、反乱軍はもちろん、独伊の空軍機をも性能面で圧倒しており、戦場の制空権は人民戦線政府側のものだった。ソ連製の戦車、装甲車もまた、走攻守全てで反乱軍側の装甲戦闘車両を圧倒しており、マドリード攻防戦ではイタリア軍の戦車部隊を一方的に壊滅させている。しかしながら、共和派側の足並みがそろわないことや、軍隊運営の不効率などで、十分に優位を活かしきれなかった。そもそも、労働者達は軍を敵視していたため、戦場でも共和国軍に留まった軍人の進言に耳を貸さなかった。一方、反乱軍は軍隊組織の秩序を維持していたから、しばしば物量に勝る共和国軍を破った。さらに、民兵達は党派ごとに指揮系統もバラバラで、他党派の軍勢が負けると互いに喜ぶといった有様だった。急進的労働組合であり労働者自治（アナルコサンディカリスム）革命を志向する全国労働連合とイベリア・アナーキスト連盟（CNT・FAI）は、反スターリンの立場を取る左翼政党マルクス主義統一労働者党（POUM）と協力し、統治下の地域で社会主義的な政策を導入しようとした。バルセロナでは、労働者による工場等の接収もみられた。緒戦の敗退から、ようやく共和国軍も軍隊の再建に乗り出したが、その過程でスペイン共産党が、ソ連の援助もあって共和国軍の主導権を握ることになる。
当時スペイン銀行は外貨準備用に金を保有しており、その保有量は約710トンで当時世界3位と推定されていた。しかし、反乱軍の手に渡らないよう、適当な保管場所に移す必要があるという話が持ち上がった。また、この金は、英仏の不干渉政策によって、武器購入の信用取引ができなくなっていたため、現金購入の資金として、外貨調達を行うために使われた。そこで、両方の目的のため、共和国側が抑えていた唯一の海軍基地であるカルタヘナの洞窟に移された。
当初はカルタヘナからフランス銀行へ金を輸送し、そこで外貨を調達した。輸送量は200トンに上ったが、輸送の遅れやフランス銀行からの資金受け渡し認可に手間取ったため、武器調達ははかどらなかった。しかも、イギリスの銀行は、この取引を「歓迎すべからざる目的」と見なして、資金引き渡しの怠業を行った。また、反乱軍は資金の受け取りを「マルクス主義者一味との恐るべき共同犯罪」であり、「略奪」行為であり、銀行基本法に抵触すると喧伝し、訴訟などちらつかせ各国の銀行を牽制した。こうした情勢から、親ソ派を中心にソ連への金移送が持ち上がり、ソ連も渡りに船とこれに応じた。しかしアサーニャ大統領やネグリン首相への事前の相談はなかったといわれている。
ソ連に輸送された金は約510.08トンにのぼり、当時の価値で5億ドルを超えた。その多くは金塊ではなく各国の金貨だった。また、骨董的価値のある金貨も少なからず存在した。共和国の支援国ソ連は武器・人員を援助したが、それらの支援は有償であり、また、金の一部でアメリカとチェコから自動車を調達してスペインに送っている。戦後、『プラウダ』は1957年4月5日号でスペインは金を使い果たしたばかりか、5000万ドルの借款がソ連に対して残っていると主張したが、ソ連側は取引の明細を公開しなかったため信用されておらず、逆にソ連が金を横領したという批判も受けている。現在では、ソ連から直接送り出された物資、各種兵器は4700万ルーブル分となっているが、これにはソ連が外国で調達した物資が含まれておらず、また、輸送途中で反乱軍の海軍に阻止された分が含まれていない可能性もある。いずれにせよ、共和国は資金を丸ごとソ連に差し出した形になり、ソ連に対してばかりか、第三国の武器禁輸を解くための交渉能力も失った。また、人民戦線内閣の崩壊直前にも、恐らくはフランコ政権へのあてつけのために金塊が運び出されている。これらの金塊に関しては、フランコ政権とソ連が国交回復したおり、返還について協議がもたれたようであるが、詳細は不明確である。

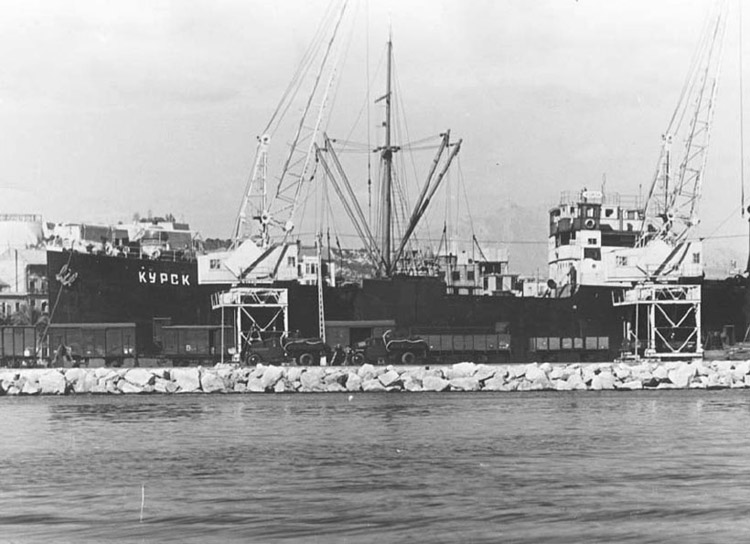
支援物資をアリカンテ港に荷卸し中のソ連貨物船「クルスク」（1936年12月）

更にソ連は、内部抗争に嫌気がさしたこともあって、人民戦線の指揮権を掌握することを目論み、軍事顧問などに偽装したNKVD工作員が現地に派遣され、ソ連及びスペイン共産党の方針に反対する勢力を次々に逮捕・処刑した。最大の援助国ソ連の意向によって内戦の進展とともに共産党は次第に勢力を拡大していった。アナキズムのCNT・FAIやトロツキストのPOUMはコミンテルンに同調しなかったため、コミンテルンの統制下にあったスペイン共産党は彼らを批判し、内部対立を深めた。さらに、スペイン共産党側はマルクス主義統一労働党がフランコ側に内通しているとする証拠を偽造し、一気に潰そうとしたが失敗した。
第四インターナショナルのスペイン支部は、スターリン主義共産党のみならず、マルクス主義統一労働者党やCNT・FAIの日和見主義をも批判したが、その勢力は数十名（しかもほとんどが外国人）を超えることはなく、革命に現実的な影響力を及ぼすことはできなかった。
1937年5月、バルセロナで遂に共産党を始めとする人民戦線政府とアナキスト・トロツキストは衝突へと至り（バルセロナ5月事件）、500名近くの死傷者を出す惨事となった。共産党側は反対派を暗殺で脅したが、相次ぐ内ゲバに内外の反発を買ったばかりか、地域政党とも共同歩調をとることが困難であった。しかし、イギリス・フランスなど他国が不介入政策を採り続けたため、ソ連に頼らざるを得ない状況だった。
国際的情勢は、さらにフランコに有利なものとなった。カトリック教会を擁護する姿勢をとったことでローマ教会はフランコに好意的な姿勢をみせ、1938年6月にローマ教皇庁が同政権を容認した。共和国側の残された願いは、世界大戦が勃発してファシズム対反ファシズムの対立構図がヨーロッパ全体に広がり、国際的支援をとりつけることであったが、9月のミュンヘン会談でイギリス・フランスがファシズム勢力に対する宥和政策を継続することが明白となり、この期待もくじかれた。イギリス・フランスはファシズム勢力がソ連ら共産主義勢力と対立することを期待しており、ソ連の支援を受けた人民戦線に味方してもソ連という敵に塩を送ることになるばかりか、世界大戦の引き金となると考えていたのである。

### 人民戦線最後の攻勢と内戦の終結
1938年7月25日、共和派は南北に分断された支配地域を回復しようと、エブロ川周辺で大攻勢に出る（エブロ川の戦い）。内戦の天王山となったこの戦いで共和国軍は約10万人を動員して総力を結集したことにより、緒戦は大きく前進したが、反乱軍が独伊の支援を含めた増援を送り込んだことによって戦線は膠着状態となり、やがて共和国軍はずるずると後退、11月16日に壊走した。約3ヶ月続いた戦闘で最終的に両軍ともに甚大な打撃を受けたが、共和国軍は反乱軍の約2倍の死者を出し、戦力を消耗し尽くしたことで組織的戦闘は実質的に終了、反乱軍の勝利が決定的となった。
1938年12月より、フランコは30万の軍勢でカタルーニャを攻撃し、翌1939年1月末に州都バルセロナを陥落させた。人民戦線を支持する多くの市民が、冬のピレネー山脈を越えてフランスに逃れた。2月末にはイギリスとフランスがフランコ政権を国家承認し、アサーニャは大統領を辞任、人民戦線政府はフランスに亡命した。
フランコ側は3月に内戦の最終的勝利を目指してマドリードに進撃を開始し、それに対して共和派は徹底抗戦を目指す共産党と、もはや戦意を喪失したアナーキストの内紛が発生するなど四分五裂の状態に陥って瓦解した。3月28日にはマドリードが陥落、フランコ軍が市内に進駐。3月29日はフランコが「内戦は終結した」旨のラジオ放送を行う。この放送の直後にはカルタヘナもフランコ軍に占領された。
3月31日にはスペイン全土が反乱軍に制圧され、4月1日にフランコによって内戦の終結と勝利が宣言された。

### フランコ政府の承認
1939年2月27日、イギリスとフランスがフランコ政権を承認。同年4月1日、アメリカ合衆国もフランコ政権を承認。軍需物資の禁輸を解禁した。

## 国際旅団
多くの国際的社会主義組織を始めとする反ファシズム運動が、この戦争に当たって結束した。国際旅団が組織され、アーネスト・ヘミングウェイ、後にフランス文相となったアンドレ・マルローなどが参加、日本人ではジャック白井という人物が1937年7月にブルネテの戦いで戦死している（名前が判明していない日本人参加者も数名いたと思われる）。結成にはコミンテルンが深く関わっており、構成員は知識人や学生20%、労働者80%で、また全構成員の60～85%は共産党員だった。さらに、戦闘で消耗を重ねた結果、末期には国際旅団といいながら兵士の大多数がスペイン人に置き換わっていた部隊もあったと言われる。
最初の国際旅団は、1936年10月に結成された第11国際旅団である。その後第12～15国際旅団が結成された。理由は不明だが、国際旅団には、11以降の番号が割り当てられている。
戦争終結直前に国際旅団は、イギリス外務省の「外国兵力を双方とも同程度撤退させる」との提案に従い解散した。人民戦線にとって厳しい戦局の中でのこの決断は、国際旅団がもはや助けではなく重荷になっていたからだと考えられる。

## メキシコ
メキシコはラサロ・カルデナス大統領が、共和派に対して資金援助を行なったり、メキシコ軍で用いられていた旧式の航空機を共和派に供与したりするなど後方支援に当たった。また、内戦終結後には多くの共和派将兵の亡命を受け入れている。ラサロ自身は社会主義者ではなく中南米に多いポプリズモ政治家であったが、共和派に理解を示していた。また、労働者を中心に共和派に賛同する層も存在し、一部は義勇兵となる者もいた。
もっとも、メキシコ全体が共和派に賛同していた訳ではなく、伝統的保守層やファシズム団体の「Revolutionary Mexicanist Action」（通称：金シャツ隊）を中心にフランコ派の支持者もまた多数存在していた。

## アイルランド
アイルランドは、反共を掲げるカトリック団体などから参戦の要請があったものの、当時のエイモン・デ・ヴァレラ首相はこれを固辞し、国家としてスペイン内戦に関わる事は無かった。また、国民がスペイン内戦に関わる事も禁じられた。
しかし、民間においては、共和派・フランコ派のいずれかに参戦する個人や団体が出現した。
共和派においては、マイケル・オリオーダンなど左派の元IRAメンバーが義勇軍として参戦している。
フランコ派には、同じくIRA出身で元警察長官だったエオイン・オデュフィと彼の率いるファシズム団体「国家統合党」（制服が緑色のシャツ隊であった事から「グリーンシャツ」とあだ名された）が、800人前後の義勇兵を「アイルランド旅団」としてスペインに派遣している。彼らはスペイン内戦を「（アイルランドと同じ）カトリック信者の危機」と捉えていた。しかし、1936年に派兵された頃には戦局がフランコ側に有利になっていた事、フランコ側が要求する軍事能力に乏しかった事、スペインの生活文化がアイルランドのそれと大きく異なっており隊員達が馴染めなかった事などから、軍事的な功績は得られないまま撤退した。また、これによって同党も1937年に解散に追い込まれた。

## 戦後

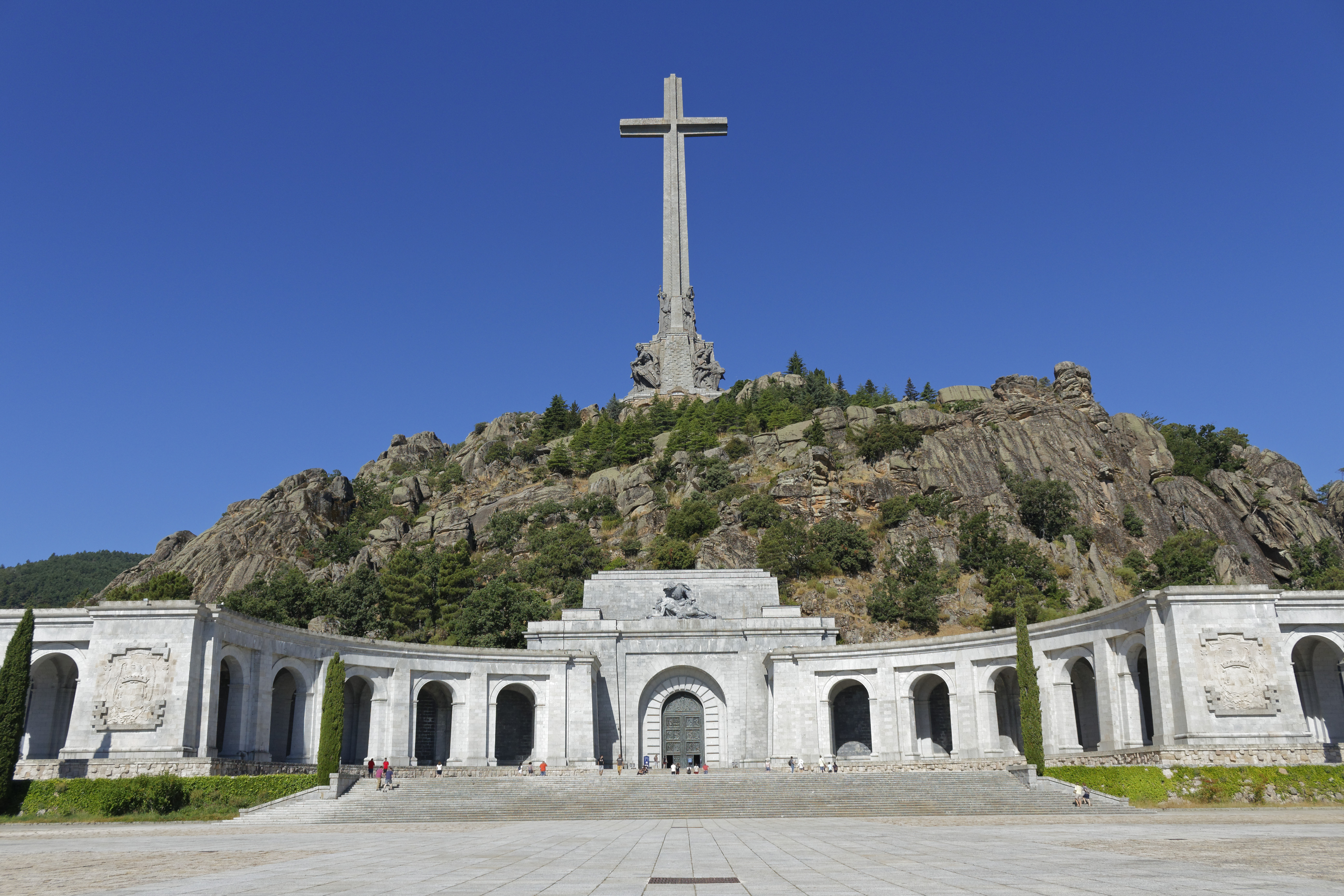
戦没者の谷

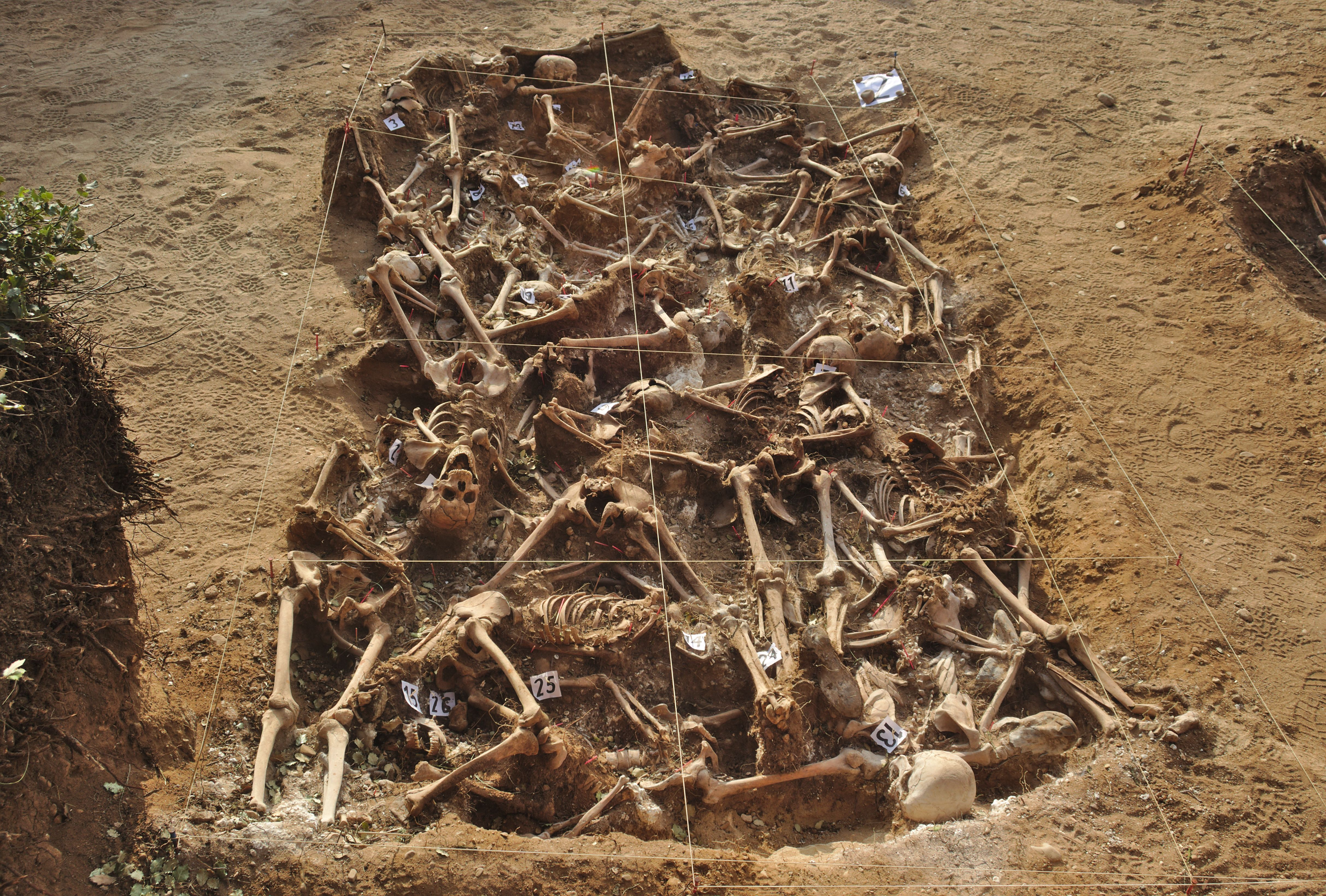
1936年8月-9月、スペイン内戦初期、フランシスコ・フランコ率いる反乱軍（ナショナリスト軍)のファシストによる共和主義者の虐殺。この24人の集団墓地は、スペイン北部エステパルという小さな町にある。2014年7月-8月に発掘。

内戦に勝利したフランコ側は、人民戦線派の残党に対して激しい弾圧を加えた。軍事法廷は人民戦線派の約5万人に死刑判決を出し、その半数を実際に処刑した。特に自治権を求めて人民戦線側に就いたバスクとカタルーニャに対しては、バスク語、カタルーニャ語の公的な場での使用を禁じるなど、その自治の要求を圧殺した。そのため、人民戦線側の残党の中から多くの国外亡命者が出たほか、ETAなど反政府テロ組織の結成を招いた。
カタルーニャからは冬のピレネーを越えてフランスに逃れた亡命者が数多く出たが、その直後に第二次世界大戦が始まり、フランスがドイツによって占領されたため、彼らの運命は過酷であった。また、国家として人民戦線側を支援した数少ない国の一つであるメキシコは、ラサロ・カルデナス政権の下、知識人や技術者を中心に合計約1万人の亡命者を受け入れた。亡命者は知識階級中心だったので、彼らがメキシコで果たした文化的な役割は非常に大きいものがあった。例えばメキシコ出版業界の元締めであるフォンド・デ・クルトゥーラ・エコノミカ社は、亡命スペイン人達によって設立された。
第二次世界大戦後も、人民戦線派への弾圧は続いた。フランコの腹心で後継者を予定されていたルイス・カレーロ・ブランコは、米ソの東西冷戦を見て、人民戦線の残党を弾圧しても、共産主義の招来を恐れる西欧諸国は非難こそすれ、実効的な圧力を受けることはないから気にせず弾圧すればいいと進言したという（後にブランコはETAによって暗殺された）。
共和国政府は「スペイン共和国亡命政府」として、メキシコ、次いでパリにて存続。1975年のフランコの死後国王となったフアン・カルロス1世が独裁政治を受け継がず、1977年6月15日のスペイン国会総選挙で政治の民主化路線が決定づけられるまでその命脈を保った。同年6月21日、亡命政府は総選挙の結果を承認し、大統領ホセ・マルドナド・ゴンザレスが政府の解消を宣言。7月1日、フアン・カルロス1世はマドリードにて亡命政府元首承継のセレモニーを行ない、形式的に二つに分かれていたスペイン政府の統一が果たされた。
内戦の双方の戦没者はマドリード州にある国立慰霊施設「戦没者の谷」に埋葬されているが、フランコ時代に政治犯を動員して建設されたこと、モニュメントなどがいまでもフランコ時代の性格を残していることから、スペイン国内ではいまだ施設の性格の見直しを巡って議論の対象となっている。

## 影響
この内戦に参加することによって、ナチス・ドイツは貴重な実戦経験を得る事となった。このことはヴェルサイユ条約下においてさまざまな軍事的な制限を受けていたドイツにとっては得難い経験であり、第二次世界大戦初期の戦闘を優位に進めることにおいて大いに貢献した。

## 交戦国・支援国・団体

### 政府軍（ロイヤリスト派）
- スペイン
  -  人民戦線
  -  CNT（全国労働者連合）・FAI（イベリア・アナーキスト連盟）
  -  UGT（労働総同盟）
  -  ERC（カタルーニャ左翼共和党）・EC
  -  POUM (マルクス主義統一労働者党)
  -  EG（バスク軍） （1936年 - 37年）
  -  PG（ガリシア党）

- 国際旅団
- ソビエト連邦
- メキシコ - 義勇兵を派遣するが、主に後方支援を行った。

### 反乱軍（ナショナリスト派）
- ファランヘ党
- カルロス主義派 （1936年 - 37年）
- CEDA（スペイン右翼自治派連盟） （1936年 - 37年）
- アルフォンソ主義派 （1936年 - 37年）

- イタリア王国 - CTV（英語版）
- ドイツ国 - コンドル軍団
- ポルトガル - ヴィリアトス
- アイルランド旅団 - 国家統合党（緑シャツ隊）の私兵部隊（ アイルランド）

## 年表

### 1936年
- 人民戦線協定の締結（1月）
- 人民戦線政府の成立（2月）
- スペイン領モロッコでフランコ将軍の蜂起（7月）
- ドイツ・イタリアがフランコの支援を開始（9月）
- ジブラルタル海峡で内戦を通じて初となる海戦。人民戦線側の駆逐艦アルミランテ・フェランデスが撃沈される（9月29日）[19]。
- ロンドンで不干渉委員会の開催（9月）
- フランコ、トレドを占領（9月）
- 元首をフランコとして新国家の樹立を宣言（10月）
- フランコによるマドリード攻撃開始（10月）
- 人民戦線、国際旅団の創設を承認（10月）
- 人民戦線、政府をバルセロナへ移転（11月）
- イタリア、ドイツがフランコ政権を承認（11月18日[20]）

### 1937年
- グアダラハーラの戦い（3月）
- ドイツ義勇軍（コンドル軍団）によるゲルニカ爆撃（4月）
- バルセロナで五月事件（5月）
- フランコ、ビルバオ占領（6月）
- 人民戦線、政府をバルセロナへ移転（10月末）
- 日本政府がフランコ政権を承認 (12月)
- テルエルの戦い（12月から翌年2月）

### 1938年
- フランコ、ブルゴスで内閣樹立（1月末）
- フランコが地中海岸に到達、人民戦線側は南北に分断（4月）
- パロス岬沖海戦（5月）
- エブロ川の戦い（英語版）（7月）
- 国際旅団の解散（10月）

### 1939年
- フランコ、バルセロナ占領（1月）
- イギリス政府、フランス政府がフランコ政府を承認（2月）
- フランコ、日独伊防共協定に参加（3月）
- フランコ、マドリード占領（3月）
- フランコによる内戦終結宣言（4月）
- アメリカ政府がフランコ政府を承認（5月）
- 第二次世界大戦勃発（9月）

## 関連作品
「Category:スペイン内戦を題材とした作品」も参照。

### 小説
- 『誰がために鐘は鳴る』（アーネスト・ヘミングウェイ）
- 『カタロニア讃歌』（ジョージ・オーウェル）
- 『希望』（アンドレ・マルロー）
- 『狼たちの月』（フリオ・リャマサーレス） - 内戦中、そして内戦後にもおよぶ、共和国軍敗残兵の若者と村人たちの姿を描く。
- 『サラミスの兵士たち』（ハビエル・セルカス） - 共和国側の集団銃殺から逃れたファランヘ党小説家のエピソードをきっかけに、戦った兵士たちの真実に迫る。
- 『さらばカタロニア戦線』（スティーヴン・ハンター） - イギリス情報部の依頼で国際旅団に潜入した元警官の青年の視点で、マルローやヘミングウェイが描かなかった共和国軍側の凄惨な内部抗争を描いている。
- ドリュ・ラ・ロシェルの小説『ジル』や、ロベール・ブラジヤックの小説『七彩』の主人公は、最後にスペイン内戦にフランコの反乱軍側のファランヘ党の義勇兵として参加していく。
- 『太陽の門』（赤神諒）（日本経済新聞出版社、2021年5月）-日本経済新聞朝刊に連載された映画『カサブランカ』の前日譚。

### 映画
- 『誰が為に鐘は鳴る』 - ヘミングウェイの小説に基づく1943年のアメリカ映画。サム・ウッド監督。ゲイリー・クーパー、イングリッド・バーグマン主演。
- 『希望 テルエルの山々』 - 1945年のフランス映画。アンドレ・マルローの小説『希望』を、マルロー自身が共同監督したもの。戦費調達の意味合いもあった。
- 『命ある限り』 - 1955年のオーストリア・西ドイツ合作映画。ハラルト・ラインル監督。ゲルニカ爆撃を行ったとされるドイツ義勇軍「コンドル軍団」の若者たちの青春群像を描いた。
- 『日曜日には鼠を殺せ』 - 1964年のアメリカ映画。エメリック・プレスバーガーの同名小説をJ・P・ミラーが脚色、フレッド・ジンネマンが製作・監督。
- 『戦争は終った』 - 1965年のフランス映画。アラン・レネ監督。
- 『死よ、万歳』 - 1971年のフランス映画。フェルナンド・アラバール監督。
- 『ミツバチのささやき』 - 1973年のスペイン映画。ビクトル・エリセ監督。
- 『鏡』 - 1975年のソ連映画。アンドレイ・タルコフスキー監督。
- 『ゲルニカの木』 - 1975年のフランス・イタリア合作映画。フェルナンド・アラバール監督。
- 『歌姫カルメーラ』 - 1990年のスペイン映画。カルロス・サウラ監督。
- 『ベル・エポック』 - 1992年のスペイン映画。フェルナンド・トルエバ監督。
- 『大地と自由』 - 1995年のイギリス・スペイン・ドイツ合作映画。ケン・ローチ監督。フランコ派だけでなく左翼勢力間の争いを描くなど、共産党にも批判的で無政府主義者陣営には同情的な視線から描かれている。
- 『ロルカ、暗殺の丘』 - 1997年のスペイン・アメリカ合作映画。マルコス・スリナガ監督。
- 『蝶の舌』 - 1999年のスペイン映画。マヌエル・リバスの同名小説の映画化。ホセ・ルイス・クエルダ監督。
- 『パンズ・ラビリンス』 - 2006年のメキシコ・スペイン・アメリカ合作映画。ギレルモ・デル・トロ監督。
- 『ペーパーバード 幸せは翼にのって』 - 2010年のスペイン映画。エミリオ・アラゴン監督。
- 『私が愛したヘミングウェイ』 - 2012年のHBO制作のアメリカ合衆国のテレビ映画。フィリップ・カウフマン監督。ヘミングウェイと彼の3番目の妻となった戦時特派員マーサ・ゲルホーンとの恋愛をスペイン内戦や第二次世界大戦を背景に描いた作品。
- 『ゲルニカ』 - 2016年のスペイン映画。コルド・セラ監督。
- 『パラレル・マザーズ』 - 2021年のスペイン映画。ペドロ・アルモドバル監督。

### 宝塚歌劇
- 『誰がために鐘は鳴る』 - 鳳蘭・遥くらら主演。
- 『NEVER SAY GOODBYE -ある愛の軌跡-』 - 2006年宙組公演。和央ようか・花總まり主演。

### ゲーム
- 『Hearts of Iron IV』 - 1936年にイベントとして「国粋スペイン(反乱軍)」vs「共和スペイン(人民戦線)」の「スペイン内戦」が登場する。

### 参加者の回想
- ジョン・ドス・パソス『さらばスペイン　スペイン戦争紀行』青山南訳、晶文社、1973年、新版1991年
- フランツ・ボルケナウ『スペインの戦場　スペイン革命実見記』鈴木隆訳、三一書房、新版1991年
- フィリップ・トインビー編『回想のスペイン戦争　証言と再評価』彩流社、1980年
- シプリアノ・メラ『スペイン革命の栄光と敗北　アナキスト将校の内戦と亡命と監獄』土谷洋子訳、三一書房、1982年
- ミケル・シグアン『二十歳の戦争　ある知識人のスペイン内戦回想録』沖積舎、2009年
- ロバート・キャパ『スペイン内戦』岩波書店、2000年。レイナ・ソフィア国立美術館所蔵、写真集

キャパは『崩れ落ちる兵士』など、前線でのショットを世界に報道、従軍写真家としての地歩を築いた